# Ordre de la Santé publique
L’ordre de la Santé publique, créé par décret en date du 18 février 1938 et modifié par celui du 22 mai 1954, avait pour but de récompenser les personnes ayant rendu des services signalés à l'assistance publique, à l'hygiène ou à la protection de l'enfance.
Il remplaçait les médailles d'honneur de l'assistance publique, de l'hygiène publique et de la protection de l'enfance créées en 1891 et 1912.
L'ordre de la Santé publique comprenait trois classes : chevalier, officier et commandeur. Il était administré par le ministre du Travail assisté d'un conseil de l'ordre. L'insigne est l'œuvre du graveur Lucien Bazor d'après une maquette de l'affichiste Paul Colin[réf. nécessaire].
À la suite du décret no 63-1196 du 3 décembre 1963 sur la création de l'ordre national du Mérite, l'ordre de la Santé publique est dissous ; cependant les titulaires des grades de l'ordre continuent à jouir des prérogatives qui y sont attachées.

## Conseil de l'ordre
Un conseil de l'ordre, dont les membres sont commandeurs de droit, est institué près le ministre de la Santé publique. Il est composé du ministre de la Santé publique ou son représentant, président ; du directeur général de l'hygiène et de l'assistance ; du directeur du personnel au ministère de la Santé publique ; du directeur adjoint de l'hygiène et de l'assistance ; du président du conseil supérieur de l'assistance publique ; d'un vice-président du conseil supérieur de l'hygiène publique ; d'un vice-président du conseil supérieur de la protection de l'enfance ; d'un vice-président du conseil supérieur de l'hygiène sociale ; et enfin d'un chef du bureau du cabinet qui remplira les fonctions de secrétaire du conseil de l'ordre, et d'un rédacteur du bureau du cabinet qui remplira les fonctions de secrétaire adjoint.

## Récipiendaires de l'ordre de la Santé publique
Les noms des récipiendaires de la croix de la Santé publique, étaient publiés au Journal officiel. Les nominations ou promotions avaient lieu chaque année, au 1er janvier et au 14 juillet, par décret rendu sur la proposition du ministre de la Santé publique. Le contingent semestriel attribué aux différents grades est fixé à : 20 commandeurs, 85 officiers, 400 chevaliers.
Pour être nommé au grade de chevalier, il faut être âgé de trente ans au moins, jouir de ses droits civils et justifier au minimum de dix ans de services rendus à l'assistance publique, à l'hygiène ou à la protection de l'enfance. Nul ne pourra être promu au grade de commandeur ou d'officier s'il ne justifie d'une ancienneté de cinq ans dans le grade immédiatement inférieur.
Par dérogation et à titre exceptionnel, les commandeurs et officiers de la Légion d'honneur pourront être promus directement au grade correspondant de l'ordre de la Santé publique, sans avoir à justifier de l'ancienneté requise dans les grades inférieurs.
À titre transitoire, seront, de plein droit : 
- Commandeurs : les titulaires des deux médailles d'or de l'assistance publique et de l'hygiène publique.
- Officiers :  les titulaires de la médaille d'or de l'assistance publique ou de la médaille d'or de l'hygiène publique et les titulaires des deux médailles d'argent de l'assistance publique et de l'hygiène publique.
- Chevaliers : les titulaires de la médaille d'argent de l'assistance ou de l'hygiène publique et les titulaires des deux médailles de bronze de l'assistance et de l'hygiène publique. Les titulaires d'une seule des médailles de bronze de l'assistance ou de l'hygiène publique pourront, à titre transitoire, continuer à porter leur insigne.

Par ailleurs, lors de la première promotion, le ministre de la Santé publique a pu, en raison de titres exceptionnels, procéder à la nomination, en sus du contingent prévu par l'article 6 du décret du 18 février 1938, de vingt commandeurs et de cinquante officiers.

## Insignes
| Chevalier | Officier                                                     | Commandeur |
| --------- | ------------------------------------------------------------ | ---------- |
|           | Médaille Officier dans l'ordre national de la santé publique |            |
|           |                                                              |            |